# Vladimir Zvorykin
Pour les articles homonymes, voir Zvorykine.
Vladimir Zworykin (en russe : Владимир Козьмич Зворыкин, Vladimir Kozmitch Zvorykine) est un physicien et ingénieur russe, naturalisé américain en 1924 après la Révolution russe, né le 17 juillet 1888 (29 juillet dans le calendrier grégorien) à Mourom en Russie et mort le 29 juillet 1982 à Princeton aux États-Unis. Il a mis au point le tube à rayon cathodique et fait partie des pionniers de l'Histoire des techniques de télévision.

## Biographie

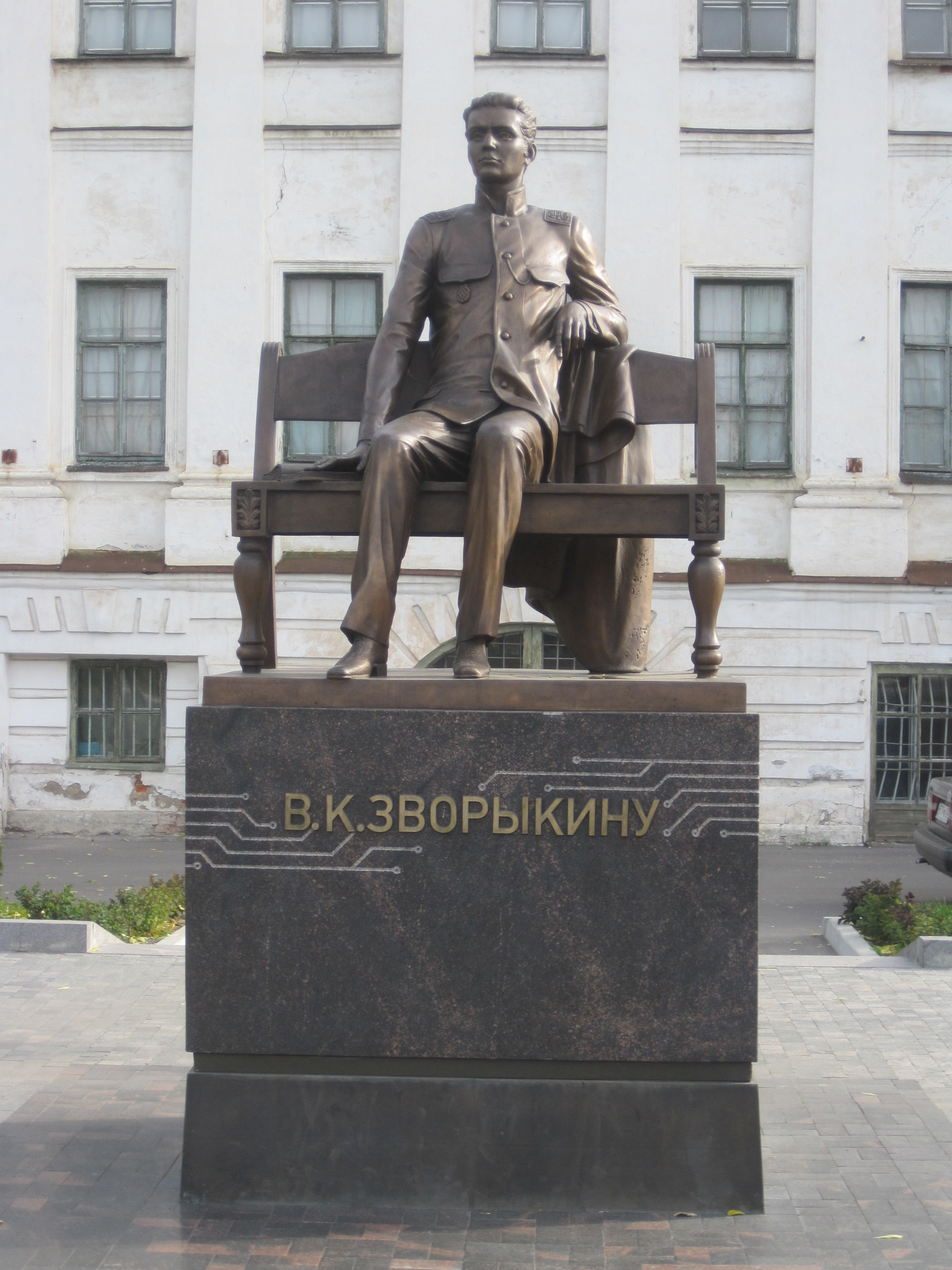
Statue de Zworykin à Mourom en Russie

Étudiant, il est l'un des disciples de Boris Rosing, l'un des inventeurs du tube cathodique. En 1923, il dépose un brevet sur l'iconoscope. Ensuite, alors qu'il travaille chez Westinghouse, on l'oblige à des recherches plus sérieuses, et c'est donc le 18 novembre 1929 qu'il présente son premier téléviseur, le kinéscope.
En 1931, il va perfectionner et permettre la production industrielle du tube analyseur des caméras vidéos (désormais remplacés par des capteurs CCD). Philo Farnsworth avait mis au point le tube de prise de vue, mais les moyens financiers lui manquaient pour poursuivre dans une voie industrielle.
En 1933, il met au point l'iconoscope, tube de prise de vue qui permet les grands progrès de la télévision cathodique.
Il réalise ensuite, en 1936, les premiers photomultiplicateurs et perfectionne le microscope électronique, puis se consacre à l'électronique médicale.
Jusqu'à sa retraite en 1954, il conduit des recherches dans le domaine télévisuel, notamment chez RCA.